# Emanuela Giovannini
Emanuela Giovannini (...) è una dialoghista italiana.

## Biografia
Dopo essersi laureata in Lettere, ha studiato all'Accademia Nazionale d'Arte Drammatica "Silvio D'Amico", specializzandosi sull'insegnamento e la pedagogia teatrale.
Dal 2012, si dedica ai dialoghi cinematografici e televisivi. Fra i suoi lavori: Il Metodo Kominsky, The Last Kingdom, Archer, Sex Education, Brave and Beautiful, Tales of the Walking Dead, Will Trent.
Nel 2017 è stata candidata come miglior dialoghista alla XVIII edizione del Premio Voci nell'Ombra, per la Serie Tv Master of None.

## Vita privata
È sposata con l'attore e doppiatore Gino La Monica ed è madre della piccola doppiatrice Carolina La Monica.

## Filmografia

### Dialoghista

#### Film TV
- Una parte di te
- Messaggio in bottiglia
- Perduta in Borneo
- Una fatale luna di miele
- Dirty dancing (2017)
- Hello, it's me
- IBoy
- Killing Reagan
- La maledizione del Re Nero
- I grani di pepe e il mistero degli abissi
- L'abbinamento perfetto
- Hot Frosty
- The Merry Gentlemen

#### Serie televisive
- MPU Missing Persons Unit
- Backstrom
- The Royals
- Rosewood
- Modern Family
- Master of none
- Homeland
- The Ranch
- Minority Report
- Lovesick
- Game of silence
- No offence
- Goliath (S.1)
- Quando chiama il cuore
- Taboo
- Giorno per giorno
- Britannia (S.1)
- LA to Vegas
- Deep State
- Chiami il mio agente!
- Altro che caffè
- Sex Education
- The Last Kingdom (S.4-5)
- Il metodo Kominsky
- The Inbestigators - Piccoli detective
- What/If
- The Eddy
- Virgin River
- Black Summer (S. 2)
- The Hot Zone
- Sissi
- Fidati di me
- Partner Track
- Cabinet of Curiosities
- Tales of the Walking Dead
- Somebody
- The Glory
- Will Trent
- Signal
- The Old Man

#### Miniserie
- Catching Milat
- Satisfaction
- American Primeval

#### Serie animate
- Archer
- Mamma, Jamie ha i tentacoli!
- Chip and Potato
- Deepa and Anoop
- Make My Day
- Gudetama

### Regista
- La cicala - cortometraggio (2012)[3]
- Una impresa impossibile (2013)
- Mo sto bene (2014)
- La notte più lunga (2013)
- L'officina delle parole (2021)

## Teatro
2005 - E lo muto disse  - Auditorium Conciliazione - Compagnia Casal del Marmo (CdM)
2005 - Segreti Sussurrati Dappertutto -  Teatro Eleonora Duse - Accademia Arte Drammatica - Compagnia CdM
2007 - Vox populi  - Teatro Ghione - Compagnia Cdm
2008 - Oh Happy Day! - Teatro Nuovo, Napoli, Teatro Italia, Macerata - Spazio Mil, Milano - Auditorium Comunale di Cagliari
2009 - Il classico dei classici - Compagnia CdM
2014 - La notte più lunga - Teatro Cometa Off e Teatro Tordinona con Gino La Monica
2015 - Pinocchio Reloaded - Compagnia Officina di Teatro Sociale
2016 - T'Immagini - Compagnia Officina di Teatro Sociale
2018 - A Mano Libera - Compagnia Cdm
2021 - Nell'Officina delle Parole - Compagnia Piccolo Teatro Blu - Teatro Greco
2025 - Nel Fior Fiore della Gioventù Partigiana - Parco dei Caduti del 19 Luglio 1943 - Festa della Resistenza 2025

## Pubblicazioni
- Emanuela Giovannini, E lo muto disse, Edizioni Corsare - Facciamo teatro, ISBN 9788887938388.